# Baruza
Baruza (tiếng Ả Rập: الباروزة, đã Latinh hoá: al-Bārūzah) là một ngôi làng ở phía bắc tỉnh Aleppo, tây bắc Syria. 3,5 kilômét (2,2 mi) phía nam Akhtarin và khoảng 30 km (19 mi) về phía đông bắc của thành phố Aleppo, nó nằm ở rìa phía đông nam của đồng bằng Queiq, nơi bắt đầu dãy núi Aqil.
Ngôi làng hành chính thuộc về Nahiya Akhtarin ở quận Azaz. Các vùng lân cận bao gồm Ghaytun 4 km (2,5 mi) về phía tây và Tall Tanah 2 km (1,2 mi) về phía nam. Trong cuộc điều tra dân số năm 2004, Baruza có dân số 992 người.